# Grammy Award al miglior album pop vocale
l Grammy Award al miglior album pop vocale (Grammy Award for Best Pop Vocal Album) è un premio dei Grammy Award conferito dalla National Academy of Recording Arts and Sciences per la qualità del miglior album discografico di genere pop vocale.
Il premio è stato conferito per la prima volta nel 1968 come Miglior album contemporaneo. La categoria è stata poi interrotta fino al 1995 dove è stata assegnata con il nuovo nome Miglior album pop. Nel 2001, la categoria divenne nota come Miglior album pop vocale.
Il premio va all'artista, al produttore, all'ingegnere e mixer, a condizione che abbiano partecipato per più del 50% del tempo di riproduzione dell'album. Un produttore o ingegnere/mixer che ha lavorato per meno del 50% del tempo di riproduzione, così come l'ingegnere di mastering, non vincono un premio, ma possono richiedere un certificato di vincitore.

## Vincitori

### Anni 1960
- 1968[1]
  - Sgt. Pepper's Lonely Hearts Club Band - The Beatles
  - It Must Be Him - Vikki Carr
  - Ode to Billie Joe - Bobbie Gentry
  - Up, Up and Away - The 5th Dimension
  - Insight Out - The Association

### Anni 1990
- 1995[2]

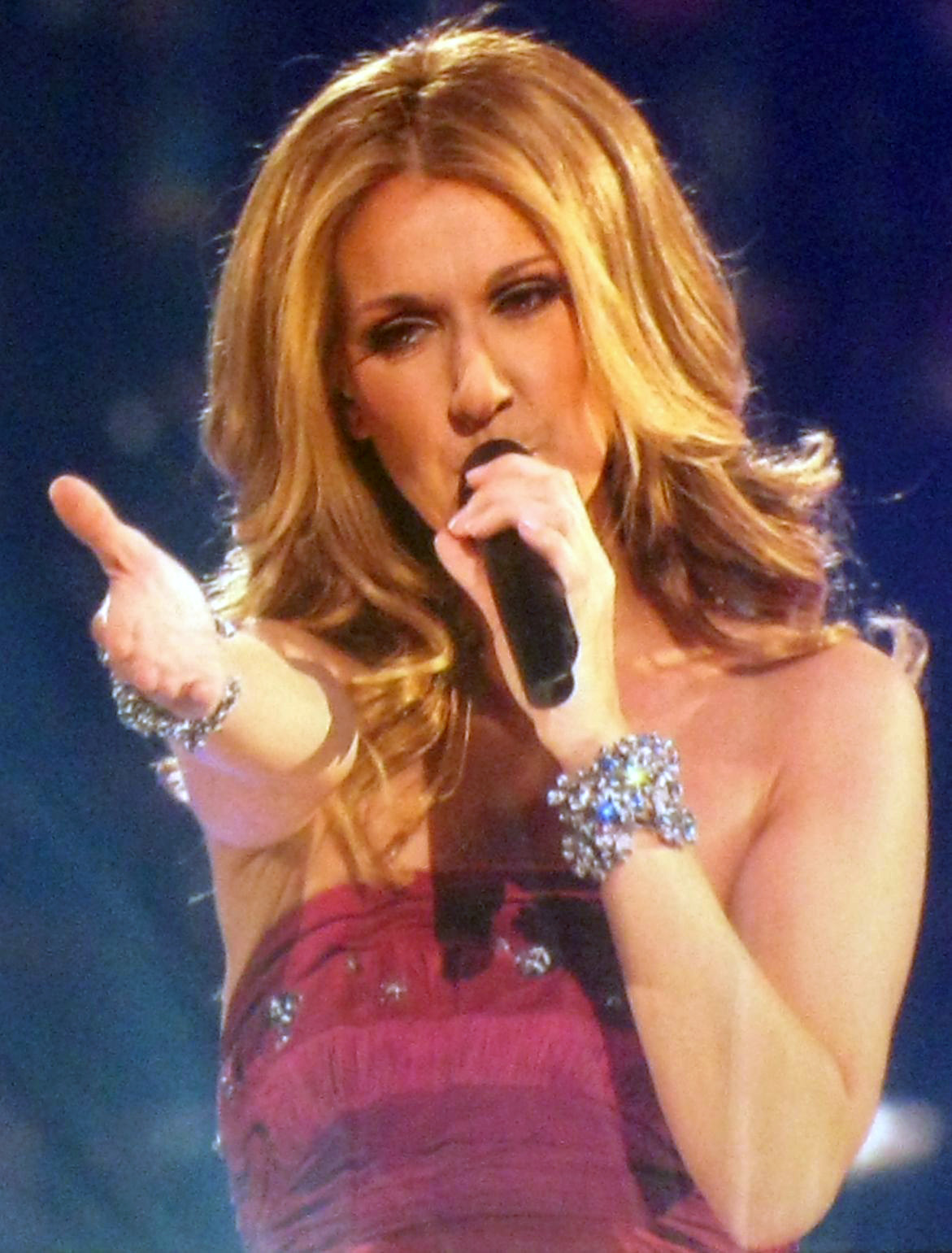
Falling into You di Celine Dion, vincitore del 1997.

  - Longing in Their Hearts - Bonnie Raitt
  - The Sign - Ace of Base
  - The 3 Tenors in Concert 1994 - José Carreras, Plácido Domingo & Luciano Pavarotti con Zubin Mehta
  - I Love Everybody - Lyle Lovett
  - Seal - Seal
- 1996[3]
  - Turbulent Indigo - Joni Mitchell
  - Daydream - Mariah Carey
  - Hell Freezes Over - Eagles
  - Medusa - Annie Lennox
  - Bedtime Stories - Madonna
- 1997[4]
  - Falling into You - Céline Dion
  - Secrets - Toni Braxton
  - New Beginning - Tracy Chapman
  - A Few Small Repairs - Shawn Colvin
  - Mercury Falling - Sting
- 1998[5]
  - Hourglass - James Taylor
  - This Fire - Paula Cole
  - The Dance - Fleetwood Mac
  - Travelling Without Moving - Jamiroquai
  - Surfacing - Sarah McLachlan
- 1999[6]
  - Ray of Light - Madonna
  - Pilgrim - Eric Clapton
  - Let's Talk About Love - Céline Dion
  - Left of the Middle - Natalie Imbruglia
  - The Dirty Boogie - The Brian Setzer Orchestra

### Anni 2000
- 2000[7]
  - Brand New Day - Sting
  - Millennium - Backstreet Boys
  - Believe - Cher
  - Ricky Martin - Ricky Martin
  - Mirrorball - Sarah McLachlan
- 2001[8]
  - Two Against Nature - Steely Dan
  - Inside Job - Don Henley
  - Music - Madonna
  - No Strings Attached - 'N Sync

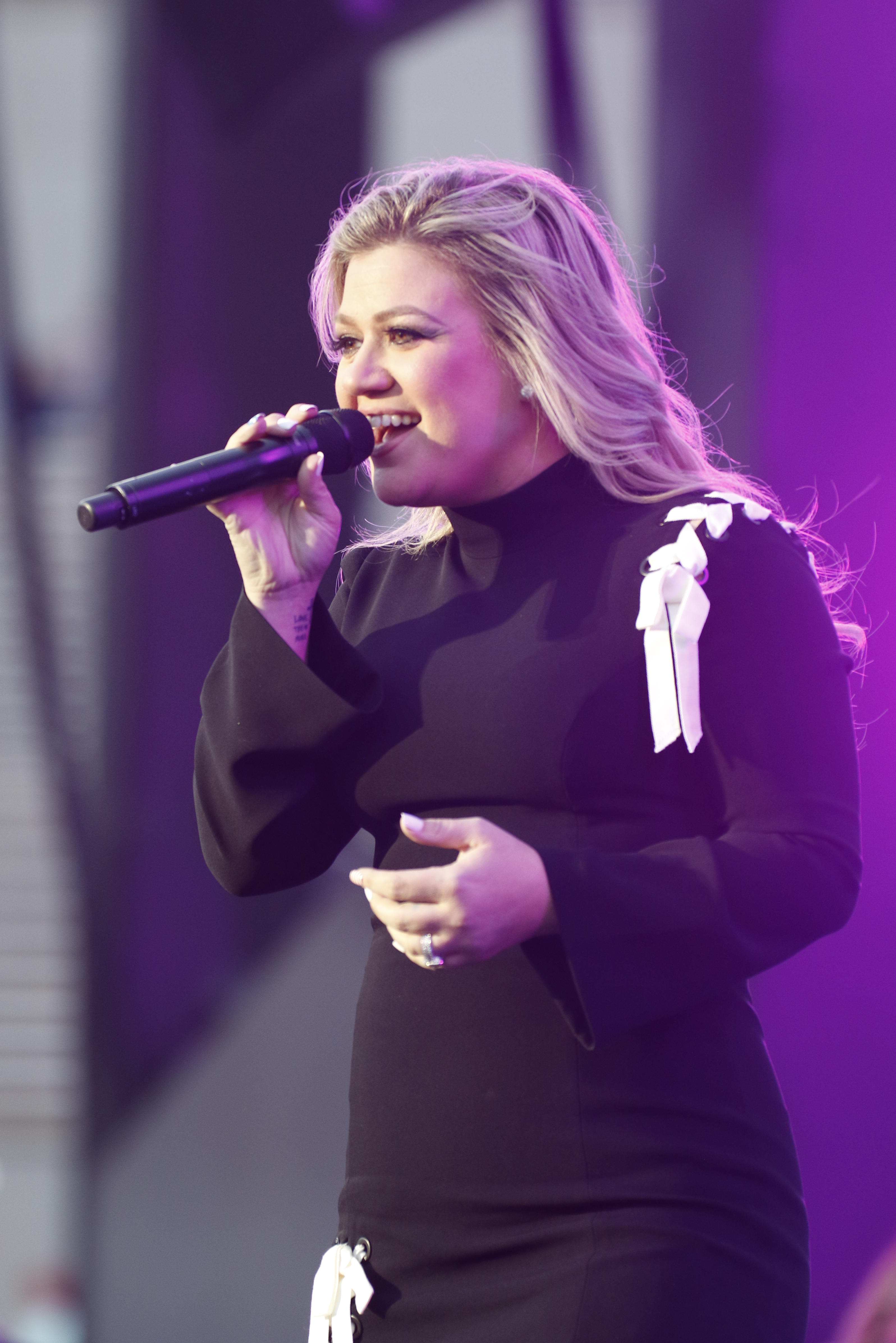
Kelly Clarkson è stata la prima a vincere questo premio 2 volteː nel 2006 e nel 2013.

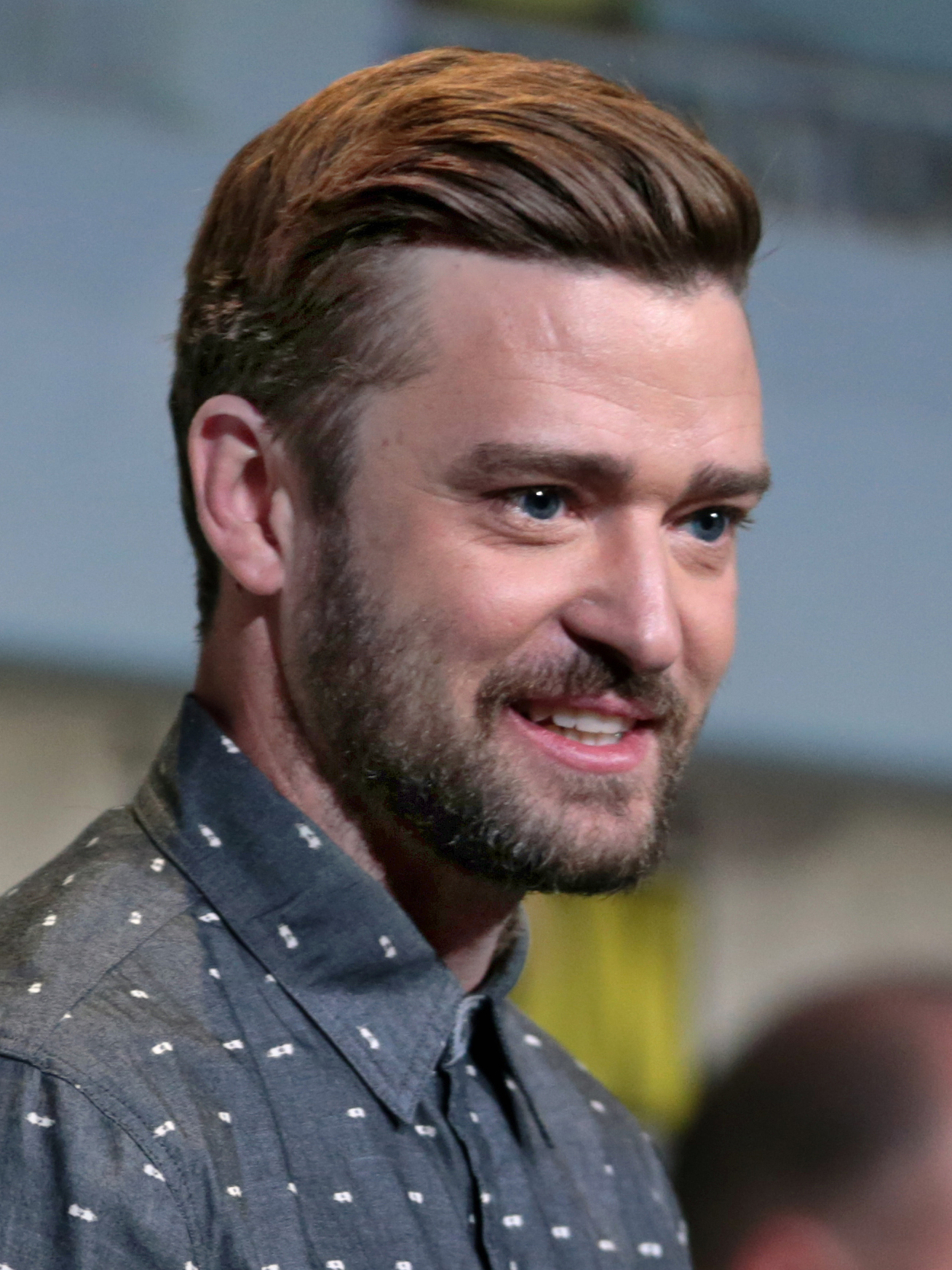
Justin Timberlake ha vinto con il suo album Justified nel 2004.

  - Oops!... I Did It Again - Britney Spears
- 2002[9]
  - Lovers Rock - Sade
  - Whoa, Nelly! - Nelly Furtado
  - All for You - Janet Jackson
  - Songs from the West Coast - Elton John
  - Celebrity - 'N Sync
- 2003[10]
  - Come Away with Me - Norah Jones
  - Let Go - Avril Lavigne
  - Rock Steady - No Doubt
  - Missundaztood - Pink
  - Britney - Britney Spears
- 2004[11]
  - Justified - Justin Timberlake
  - Stripped - Christina Aguilera
  - Brainwashed - George Harrison
  - Bare - Annie Lennox
  - Motown - Michael McDonald
- 2005[12]
  - Genius Loves Company - Ray Charles
  - Feels like Home - Norah Jones
  - Afterglow - Sarah McLachlan
  - Mind, Body & Soul - Joss Stone
  - Brian Wilson Presents Smile - Brian Wilson
- 2006[13]
  - Breakaway - Kelly Clarkson
  - Extraordinary Machine - Fiona Apple
  - Wildflower - Sheryl Crow
  - Chaos and Creation in the Backyard - Paul McCartney
  - Love. Angel. Music. Baby. - Gwen Stefani
- 2007[14]
  - Continuum - John Mayer
  - Back to Basics - Christina Aguilera
  - Back to Bedlam - James Blunt
  - The River in Reverse - Elvis Costello & Allen Toussaint
  - FutureSex/LoveSounds - Justin Timberlake
- 2008[15]
  - Back to Black - Amy Winehouse
  - Lost Highway - Bon Jovi
  - The Reminder - Feist
  - It Won't Be Soon Before Long - Maroon 5
  - Memory Almost Full - Paul McCartney
- 2009[16]
  - Rockferry - Duffy
  - Detours - Sheryl Crow
  - Long Road Out of Eden - Eagles
  - Spirit - Leona Lewis
  - Covers - James Taylor

### Anni 2010
- 2010[17]
  - The E.N.D. - Black Eyed Peas
  - Breakthrough - Colbie Caillat

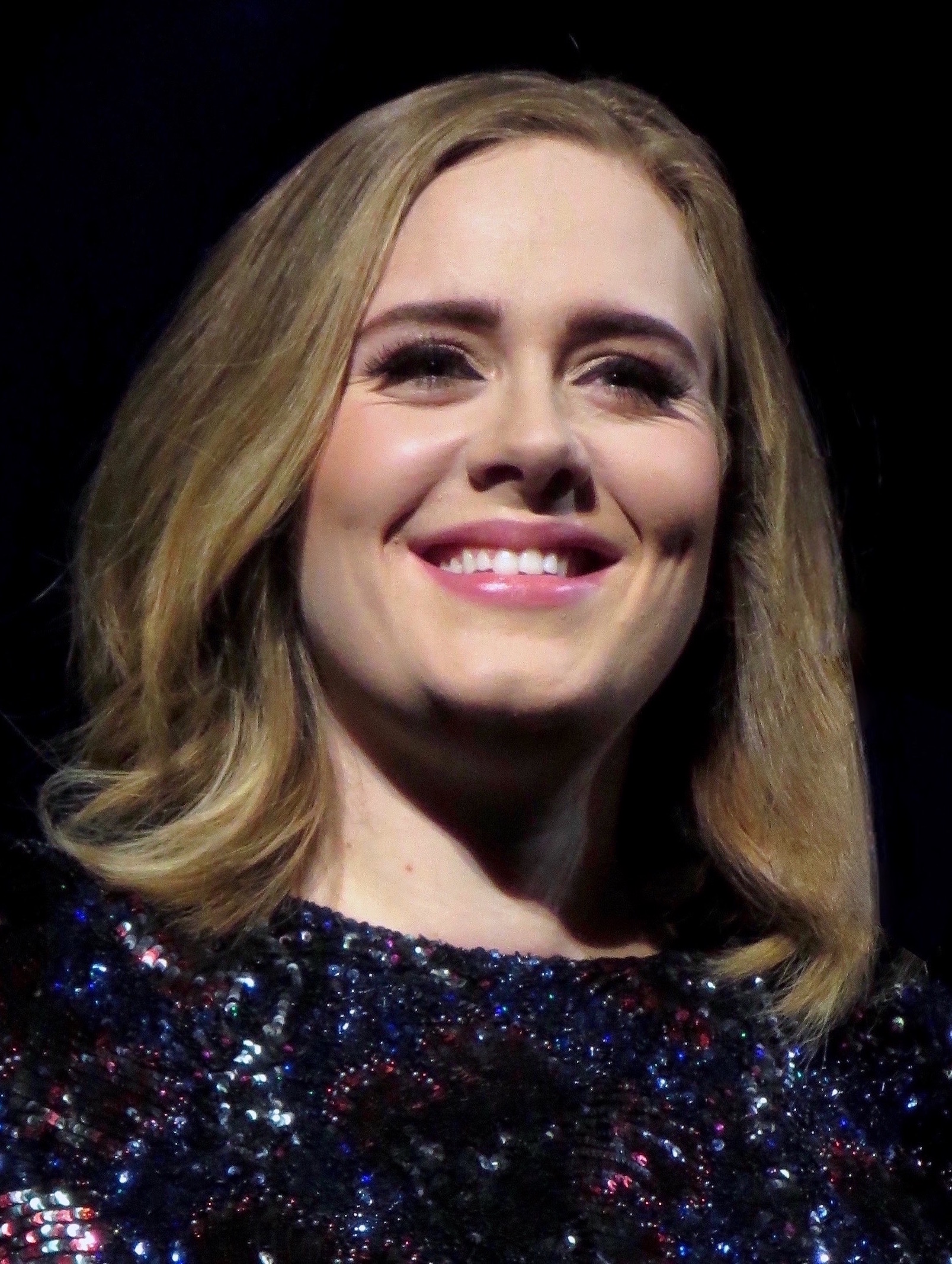
Adele ha vinto nel 2012 con 21 e nel 2017 con 25.

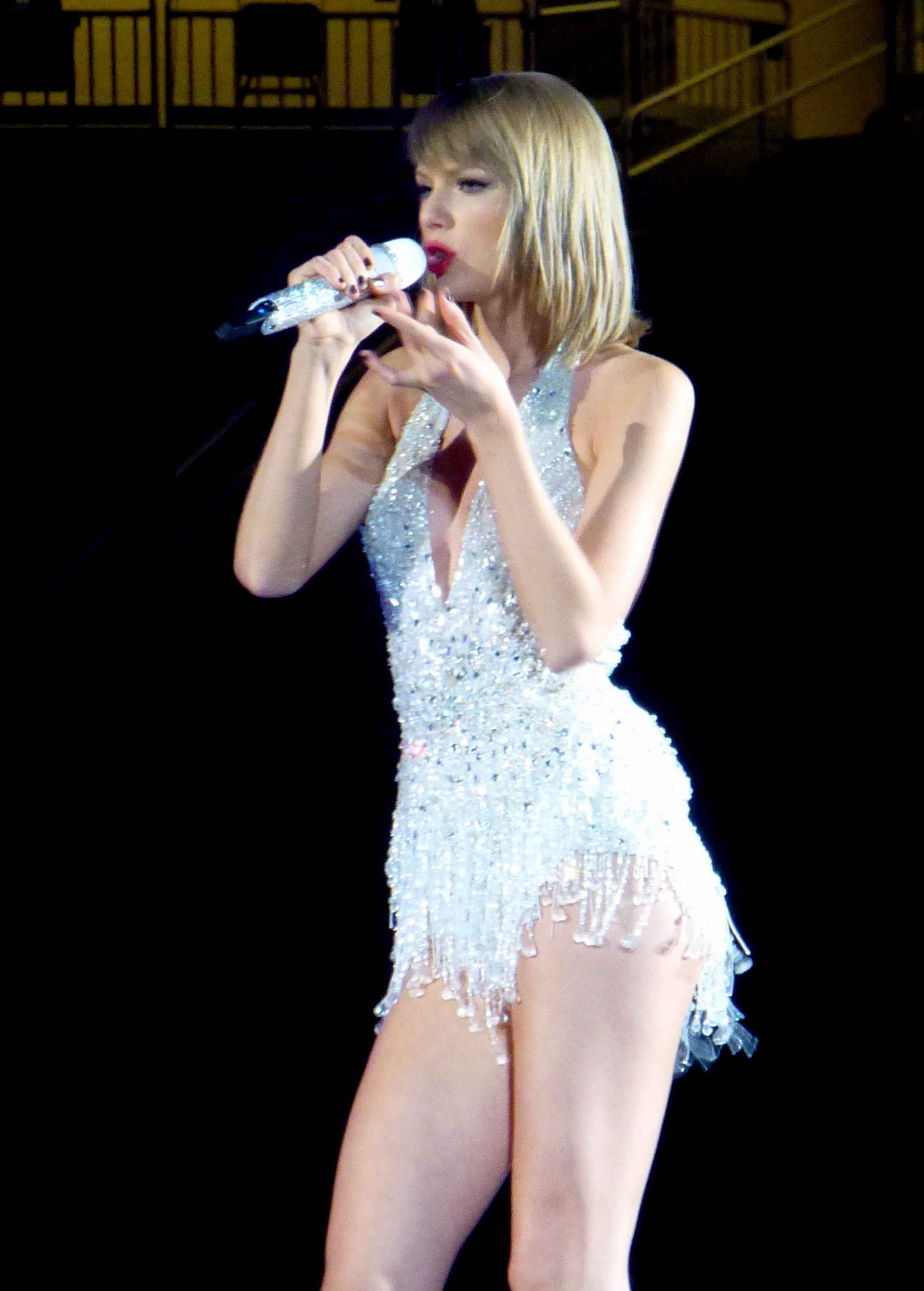
Taylor Swift, vincitrice nel 2016 e nel 2024.

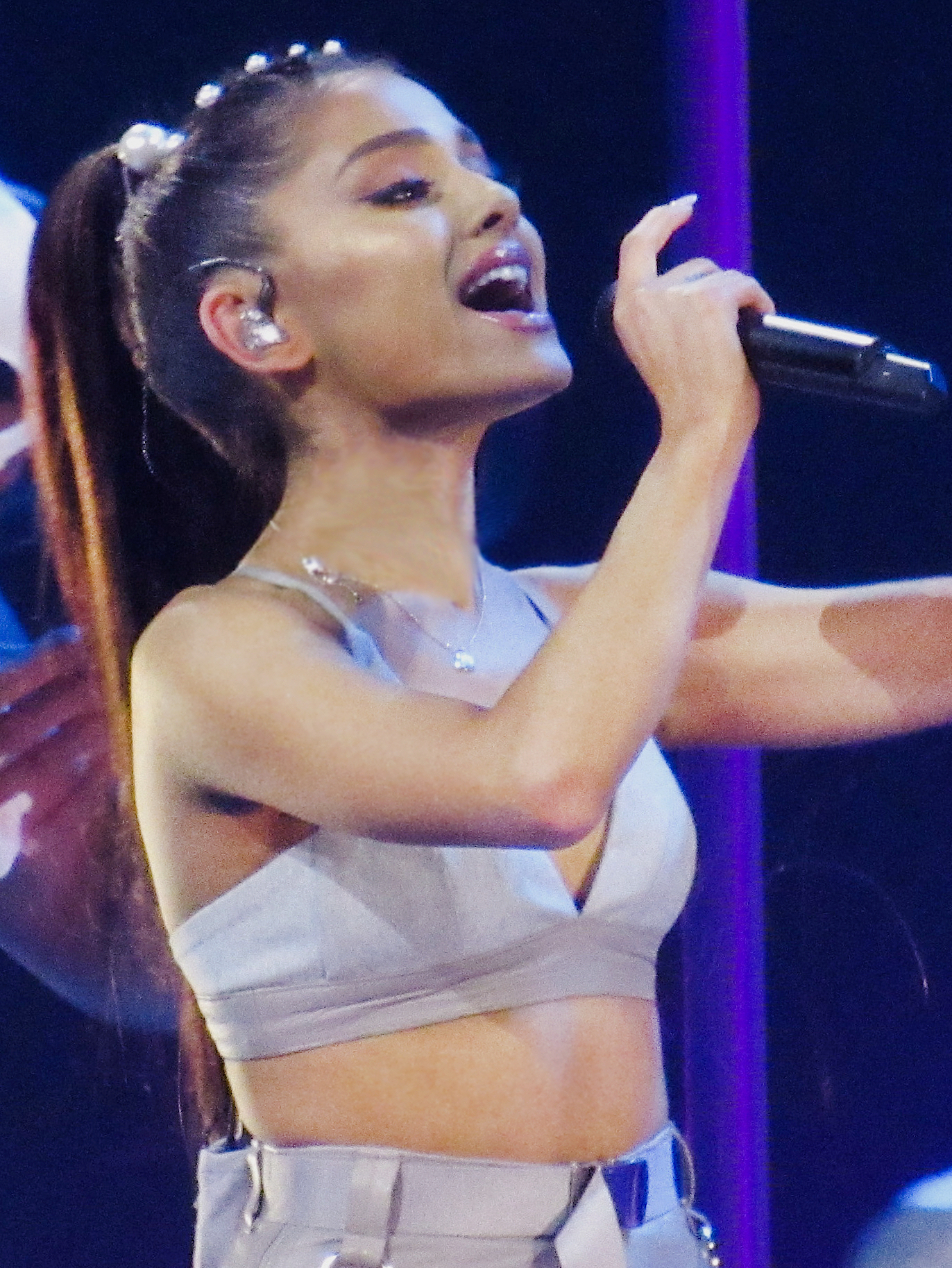
Ariana Grande vincitrice nel 2019.

  - All I Ever Wanted - Kelly Clarkson
  - The Fray - The Fray
  - Funhouse - Pink
- 2011[18]
  - The Fame Monster - Lady Gaga
  - My World 2.0 - Justin Bieber
  - I Dreamed a Dream - Susan Boyle
  - Battle Studies - John Mayer
  - Teenage Dream - Katy Perry
- 2012[19]
  - 21 - Adele
  - Doo-Wops & Hooligans - Bruno Mars
  - The Lady Killer - Cee Lo Green
  - Born This Way - Lady Gaga
  - Loud - Rihanna
- 2013[20]
  - Stronger - Kelly Clarkson
  - Ceremonials - Florence and the Machine
  - Some Nights - Fun.
  - Overexposed - Maroon 5
  - The Truth About Love - Pink
- 2014
  - Unorthodox Jukebox - Bruno Mars
  - Paradise - Lana Del Rey
  - Pure Heroine - Lorde
  - Blurred Lines - Robin Thicke
  - The 20/20 Experience - Justin Timberlake
- 2015[21]
  - In the Lonely Hour - Sam Smith
  - Ghost Stories - Coldplay
  - Bangerz - Miley Cyrus
  - My Everything - Ariana Grande
  - Prism - Katy Perry
  - X - Ed Sheeran
- 2016
  - 1989 - Taylor Swift
  - Piece By Piece - Kelly Clarkson
  - How Big, How Blue, How Beautiful - Florence and the Machine
  - Uptown Funk - Mark Ronson
  - Before This World - James Taylor
- 2017[22]
  - 25 - Adele
  - Purpose - Justin Bieber
  - Dangerous Woman - Ariana Grande
  - Confident - Demi Lovato
  - This Is Acting - Sia
- 2018[23]
  - ÷ - Ed Sheeran
  - Kaleidoscope EP - Coldplay
  - Lust for Life - Lana Del Rey
  - Evolve - Imagine Dragons
  - Rainbow - Kesha
  - Joanne - Lady Gaga
- 2019[24]
  - Sweetener - Ariana Grande
  - Camila - Camila Cabello
  - Meaning of Life - Kelly Clarkson
  - Shawn Mendes - Shawn Mendes
  - Reputation - Taylor Swift

### Anni 2020
- 2020[25]

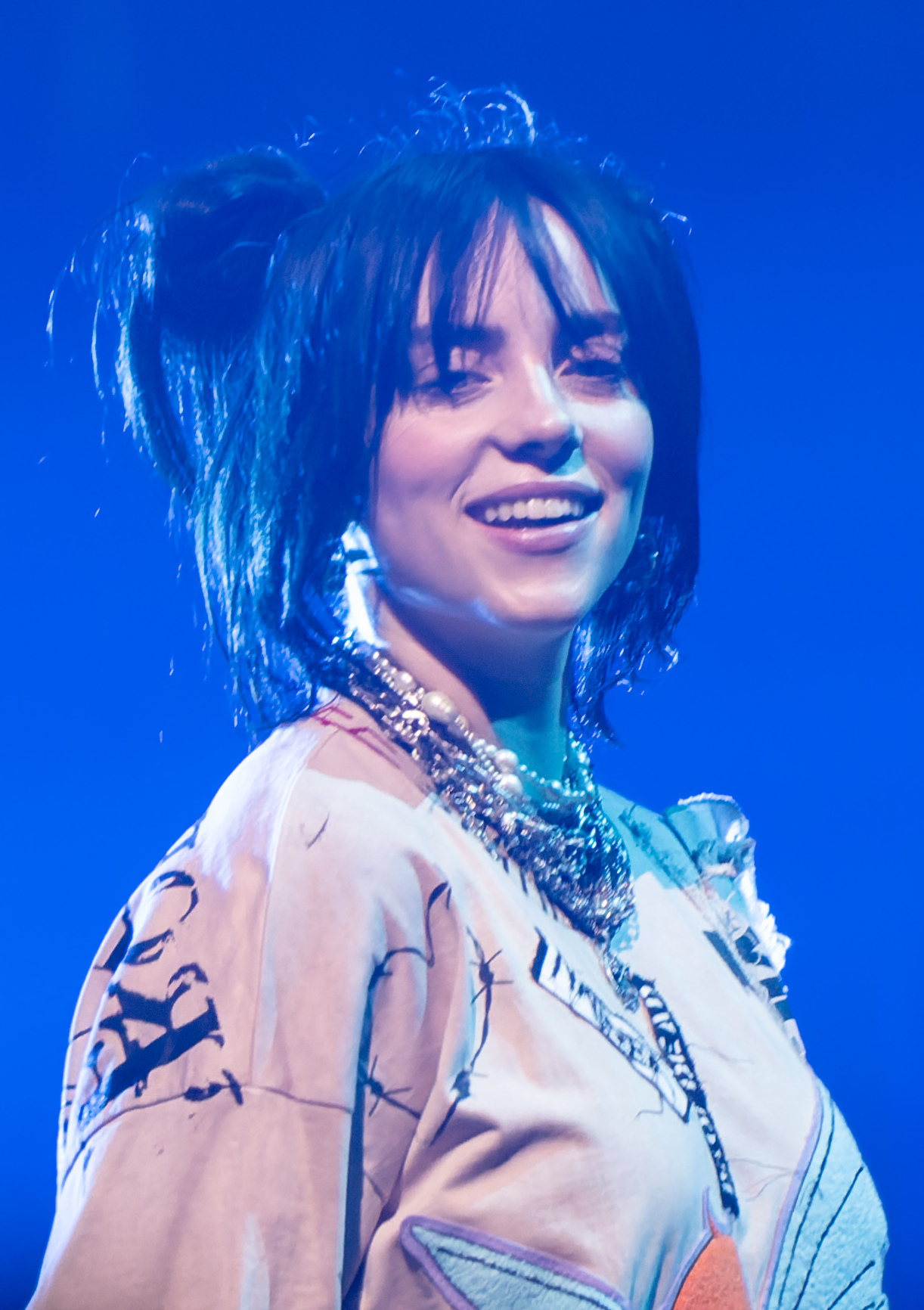
Billie Eilish, vincitrice nel 2020 con When We All Fall Asleep, Where Do We Go?.

  - When We All Fall Asleep, Where Do We Go? - Billie Eilish
  - The Lion King: The Gift - Beyoncé
  - Thank U, Next - Ariana Grande
  - No. 6 Collaborations Project - Ed Sheeran
  - Lover - Taylor Swift
- 2021[26]
  - Future Nostalgia - Dua Lipa
  - Changes - Justin Bieber
  - Chromatica - Lady Gaga
  - Fine Line - Harry Styles
  - Folklore - Taylor Swift
- 2022[27]
  - Sour - Olivia Rodrigo
  - Justice (Triple Chucks Deluxe) - Justin Bieber
  - Planet Her (Deluxe) - Doja Cat
  - Happier than Ever - Billie Eilish
  - Positions - Ariana Grande
- 2023[28]
  - Harry's House - Harry Styles
  - Voyage - ABBA
  - 30 - Adele
  - Music Of The Spheres - Coldplay
  - Special - Lizzo
- 2024[29][30]
  - Midnights – Taylor Swift
  - Chemistry – Kelly Clarkson
  - Endless Summer Vacation – Miley Cyrus
  - Guts – Olivia Rodrigo
  - - – Ed Sheeran

- 2025[31]
  - Short n' Sweet – Sabrina Carpenter
  - Hit Me Hard and Soft – Billie Eilish
  - Eternal Sunshine – Ariana Grande
  - The Rise and Fall of a Midwest Princess – Chappell Roan
  - The Tortured Poets Department – Taylor Swift